# 北陸鉄道連絡線
連絡線（れんらくせん）は、石川県の河南駅と粟津温泉駅とを結んでいた北陸鉄道の鉄道路線。1962年（昭和37年）に宇和野駅 - 粟津温泉駅間が廃止され、残存区間も1963年（昭和38年）に動橋線と統合され山代線に改称された。
山中線・動橋線・粟津線・片山津線とともに加南線と総称されていた。

## 路線データ
- 路線距離（営業キロ）：10.6 km
- 軌間：1067 mm
- 駅数：10駅（起終点駅含む）
- 複線区間：なし（全線単線）
- 電化区間：全線

## 歴史
北陸鉄道の前身となる温泉電軌の設立趣意書によれば、既存の馬車鉄道を買収し、電気鉄道により山中、山代の各温泉場より那谷の名勝を経て粟津温泉を結び、さらに小松町に延長することを目的としていた。
1914年に河南駅 - 粟津温泉駅間の全線が開通し、前年に電化していた旧山中馬車鉄道線、1915年に旧山代軌道線、1916年に旧粟津軌道線が電化し相互連絡が完成した。1915年頃には毎年7月12日から8日間午後6時半ころから納涼電車を山中、山代、粟津間に2往復した。これは飾り付けした車内（希望により畳敷き）で三温泉の女中が交替で乗車し、お酌をするなどサービスをして好評であったという。もっとも連絡線は温泉地相互連絡が目的であり、北陸本線との接続もなく、沿線にめぼしい産業を持たないこともあり、旧馬車鉄道の軌道線が良好な成績をあげていたのに対し、温泉電軌の経営の足を引っ張っていた。そのため軽便鉄道補助法により毎年補助金を受け取ることになった。
- 1913年（大正2年）6月18日：温泉電軌発起人横山章他に対し鉄道免許状下付（江沼郡河南村 - 能美郡小松町間、江沼郡那谷村 - 動橋村間）[2]。
- 1914年（大正3年）
  - 10月1日：河南駅 - 本九谷駅（後の山代東口駅）間開業[3]
  - 11月1日：本九谷駅 - 粟津温泉駅間開業[4]
- 1916年（大正5年）5月17日：能美郡粟津村 - 小松町間および江沼郡那谷村 - 動橋村間の鉄道免許失効[5]。
- 1920年（大正9年）12月27日：江沼郡矢田野村 - 能見郡小松町間の鉄道免許状下付[6]
- 1926年（大正15年）10月13日：江沼郡矢田野村 - 同郡小松町間の鉄道免許失効[7]
- 1943年（昭和18年）10月13日：（旧）北陸鉄道・金石電気鉄道・温泉電軌・金名鉄道・能登鉄道ほかが合併し、改めて北陸鉄道設立。同社の連絡線となる。
- 1962年（昭和37年）11月23日：宇和野駅 - 粟津温泉駅間廃止。
- 1963年（昭和38年）7月19日：河南駅 - 宇和野駅間を動橋線と統合して山代線に改称（1971年7月11日に山代線廃止）。

## 駅一覧
駅名および所在地は廃止時点のもの。全駅石川県に所在。
凡例
列車交換 … ◇・∧：交換可、｜：交換不可
| 駅名       | 駅間キロ | 営業キロ | 接続路線         | 列車交換 | 所在地 |
| ---------- | -------- | -------- | ---------------- | -------- | ------ |
| 河南駅     | -        | 0.0      | 北陸鉄道：山中線 | ◇        | 加賀市 |
| 山代駅     | 1.3      | 1.3      |                  | ◇        | 加賀市 |
| 山代東口駅 | 0.7      | 2.0      |                  | ◇        | 加賀市 |
| 宇和野駅   | 1.0      | 3.0      | 北陸鉄道：動橋線 | ◇        | 加賀市 |
| 二ッ屋駅   | 1.2      | 4.2      |                  | ｜       | 加賀市 |
| 勅使駅     | 0.7      | 4.9      |                  | ◇        | 加賀市 |
| 栄谷駅     | 0.9      | 5.8      |                  | ｜       | 加賀市 |
| 那谷寺駅   | 2.0      | 7.8      |                  | ◇        | 小松市 |
| 馬場駅     | 1.6      | 9.4      |                  | ｜       | 小松市 |
| 粟津温泉駅 | 1.2      | 10.6     | 北陸鉄道：粟津線 | ∧        | 小松市 |

- 1915年6月15日に宇和野 - 二ツ屋間に森区停留場[8]が、1917年12月20日に栄谷 - 那谷寺間に東栄谷停留場が設置されている[9]が、廃線時の路線図には掲載されていない[10]。